# NGC 5571
NGC 5571 is een meervoudige ster in het sterrenbeeld Ossenhoeder. Het object werd op 27 mei 1886 ontdekt door de Franse astronoom Guillaume Bigourdan.